# Bantouzelle
Bantouzelle ist eine französische Gemeinde im Département Nord in der Region Hauts-de-France. Sie gehört zum Kanton Le Cateau-Cambrésis im Arrondissement Cambrai. Die Bewohner nennen sich Bantouzellois oder Bantouzelloises.

## Geografie
Die Gemeinde Bantouzelle liegt zwölf Kilometer südlich von Cambrai und 28 Kilometer nördlich von Saint-Quentin an der oberen Schelde und dem parallel verlaufenden Canal de Saint-Quentin. Sie grenzt im Norden an Les Rues-des-Vignes, im Nordosten an Crèvecœur-sur-l’Escaut (Berührungspunkt), im Osten an die Enklave von Les Rues-des-Vignes, im Süden an Honnecourt-sur-Escaut und im Westen an Banteux.

## Bevölkerungsentwicklung
| Jahr                       | 1962 | 1968 | 1975 | 1982 | 1990 | 1999 | 2008 | 2013 | 2020 |
| Einwohner                  | 443  | 415  | 386  | 375  | 356  | 386  | 405  | 414  | 440  |
| Quellen: Cassini und INSEE |      |      |      |      |      |      |      |      |      |

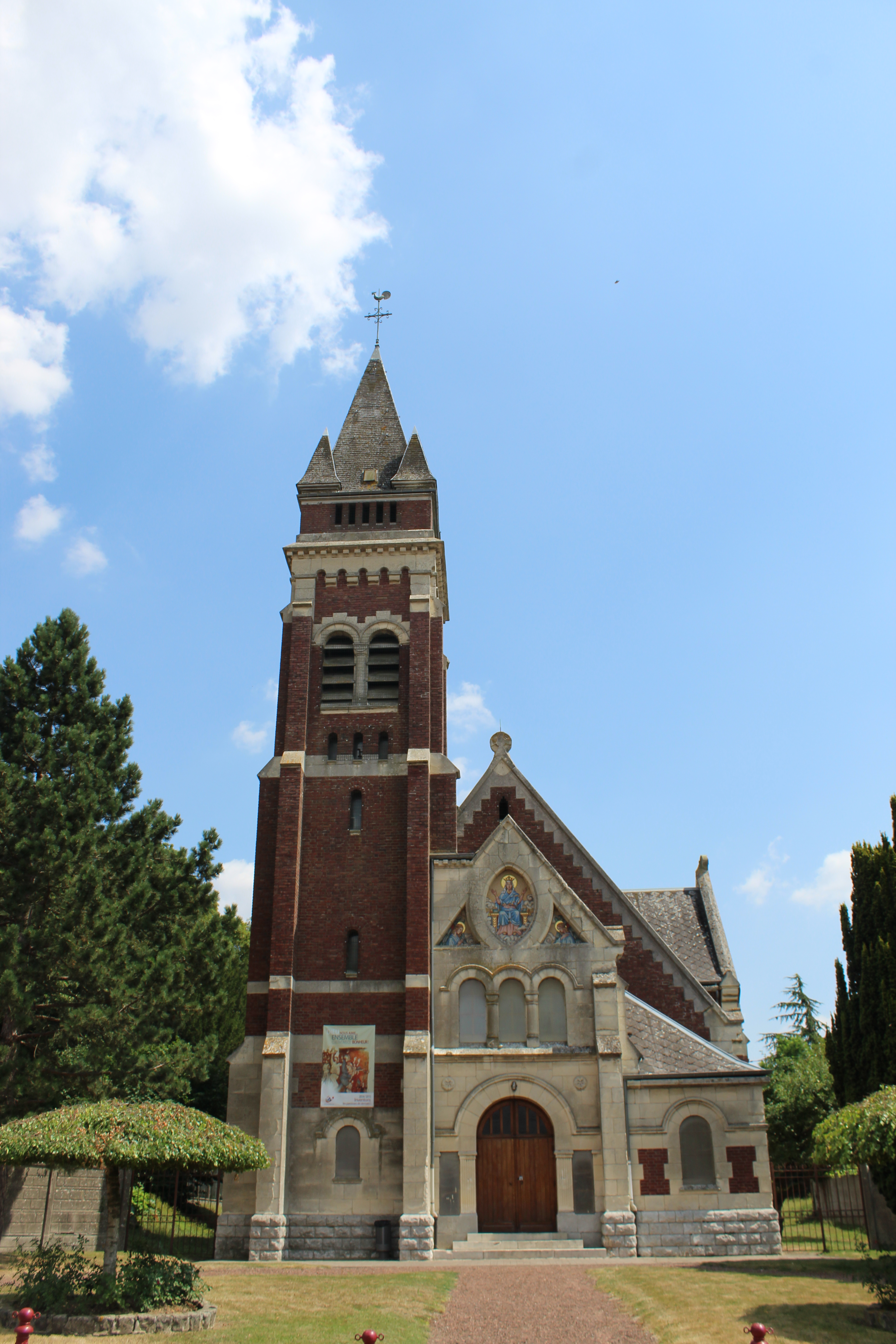
Kirche Mariä Himmelfahrt
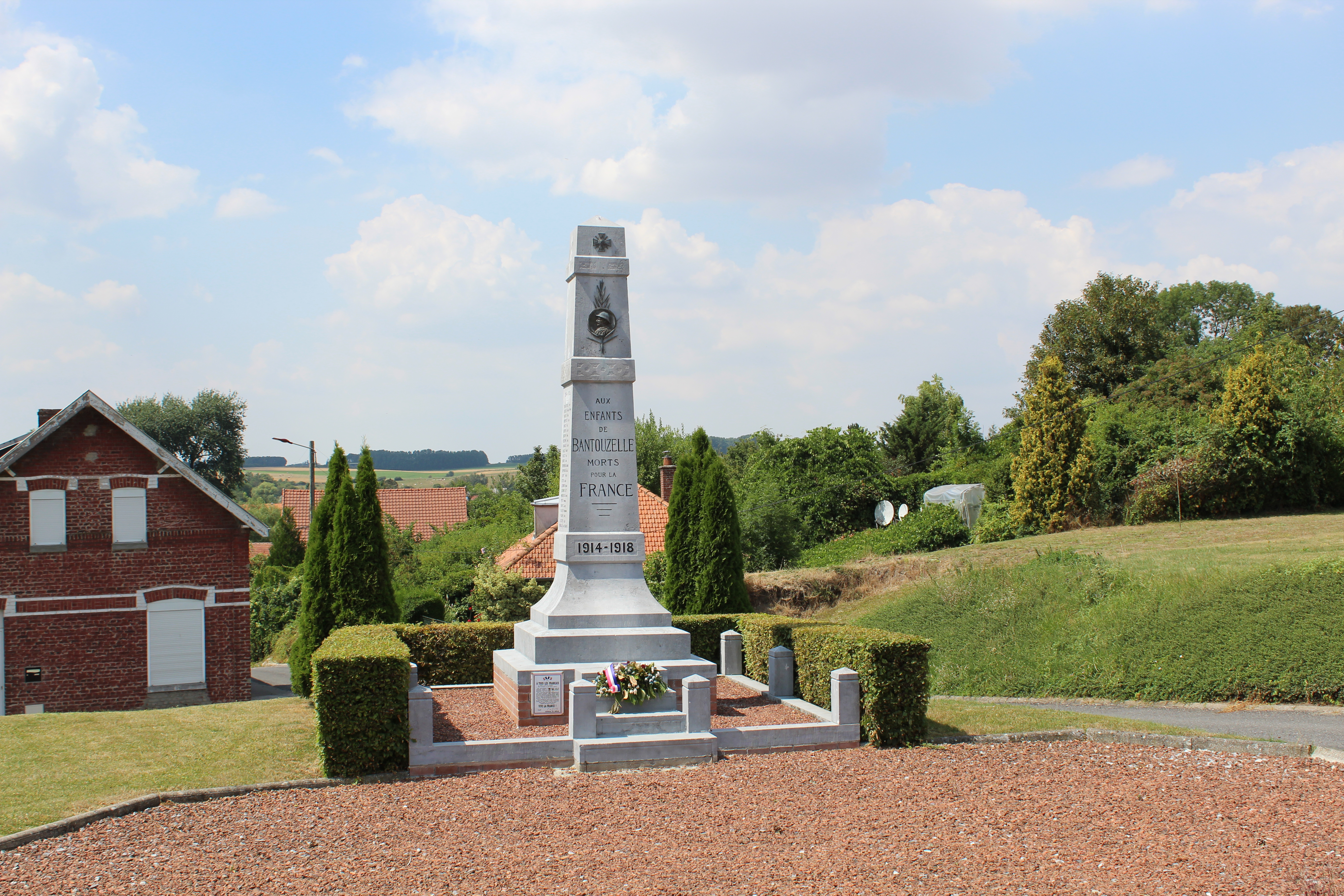
Gefallenendenkmal